# Pöljäcultuur
De Pöljäcultuur (ook: Pöljäkeramiek) was een archeologische cultuur van het late neolithicum (rond 3.200 - 2.800 v.Chr.), gedeeltelijk gelijktijdig met de Pyheensiltacultuur in het zuidwesten van Finland.
Ze is vernoemd naar de nederzetting Pöljä in Siilinjärvi nabij Kuopio in Finland.
Pöljäkeramiek is dunwandig asbestkeramiek. Het met lange asbestvezels gemagerde aardewerk kenmerkt zich vooral doordat het merendeel van de vaten een ongeveer 10 millimeter brede, scherp naar binnen gekromde randstrook heeft. Het vaatwerk bestond uit grote, spaarzaam versierde potten met ronde bodem. Uit sommige nederzettingen zijn ook fragmenten van platbodemvaten bekend.
De nederzettingen lagen bij voorkeur aan de meren landinwaarts, maar incidentele vondsten van pöljäkeramiek uit een aantal reuzenkerken laten zien dat de bevolking ook aan de kust viste. Naast het keramiek omvat het vondstmateriaal enkele bijlen en pijlpunten; de kwartsartefacten kenmerkten zich door een lage technische kwaliteit. 